# Turritella chrysotoxa
Turritella chrysotoxa is een slakkensoort uit de familie van de Turritellidae. De wetenschappelijke naam van de soort is voor het eerst geldig gepubliceerd in 1825 door Tomlin.